# پایگاه نیروی هوایی یسترپلات
پایگاه نیروی هوایی یسترپلات (به انگلیسی: AFB Ysterplaat) یک فرودگاه نظامی است که یک باند فرود آسفالت دارد و طول باند آن ۱۵۸۵ متر است. این فرودگاه در شهر کیپ‌تاون کشور آفریقای جنوبی قرار دارد و در ارتفاع ۱۶ متری از سطح دریا واقع شده است.